# ليجوني (كيبك)
ليجوني (بالإنجليزية: Lejeune, Quebec)‏ هي بلدية محلية في كيبيك تقع في كندا في Témiscouata Regional County Municipality. يقدر عدد سكانها بـ 286 نسمة ومساحتها 273.50 كم2 .